# Buswiller
Buswiller je občina v departmaju Bas-Rhin francoske regije Alzacija.
Leta 1990 je v občini živelo 189 oseb oz. 82 oseb/km².